# Segunda Escola de Viena
A Segunda Escola de Viena é  o grupo de compositores modernos de Viena, Áustria, formada por Arnold Schoenberg e seus discípulos. Sua música é caracterizada pela atonalidade e dodecafonismo. A Segunda Escola de Viena, é um termo usado para se referir a um grupo de compositores  que trabalharam em Viena no século XX, em torno do renomado compositor Arnold  Schöenberg (1874-1951), sendo maioria deles discípulo do mesmo, e os compositores/alunos, adotaram a forma dodecafônica de se compor. Três nomes que são considerados os “pilares” da  escola, sendo eles, Arnold Schoenberg, Anton Webern (1883-1945) e Alban Berg (1885- 1935), que reconheciam suas posições na época, e todos tiveram não somente ideias  trabalhadas juntas, mas como também experiências. 
Schöenberg foi um revolucionário criterioso, renovou tudo aquilo que entendiam como imutável, que a partir dele tornou se impossível ter qualquer outro humano que pudesse ser considerado o “divisor de águas” entre o tonalismo clássico e todo o seu  conteúdo, e o atonalismo. E por usar como base o relativismo musical, as formulações harmônicas deu autonomia a sequências de doze notas da escala temperada, tendo como consequência teve se presente, todas as dissonâncias. Então, a partir desse ponto de vista, Schöenberg, teve muitas ideias, onde começou a usar com seus dois primeiros alunos Anton Webern e Berg, onde colocavam em prático o conceito atonal-livre, usando a ampliação do sentido cadêncial sendo mais amplos, aumentando os  saltos entre as notas, usando novos desdobramentos, e dando novos sentidos a música, quebrando o total protocolo hierárquico de se compor, mas mesmo assim, com todas essas  mudanças, ele procurou manter a grafia possível de se ler, e também tinha como princípio, a ideia de evitar acordes tradicionais sendo assim considerada a origem da nova ordem. “(...) Dessa atitude cartesiana e experimental, levada a cabo por Schoenberg e os compositores provindos de sua escola, surge uma liquidação do “métier” tradicional e das antigas hierarquias teórico-estéticas da música. É o  ponto de partida de um “Novo estilo”, entendido, não como simples ampliação dos recursos no ofício do  compositor – (...), mas, sim como verdadeira superação da crise de toda uma época musical, ao mesmo tempo  que como foco gerador de novas forças encaminhadas a uma transmutação dos valores na música atual ”. (PAZ, Juan Carlos 1976: p.103) 
Schöenberg trabalhava a ideia, de que nenhum som poderia se repetir, enquanto toda a série  harmônica não fosse apresentada, e assim que surgiu o Dodecafonismo-Serial. A Segunda Escola de Viena, também foi composta por outros compositores além de seus alunos destaques Webern e Alton, e alguns desses compositores já escreviam músicas tonais algumas do período romântico, mas receberam e simpatizaram com a disciplina. Os outros alunos foram Ernst Krenek (1900-1991), Heinrich Jalowetz (1882-1946), Erwin  Stein (1885-1958) e Egon Wellesz (1885-1974), Eduard Steuermann (1892-1964), Hanns  Eisler (1898-1962), Roberto Gerhard (1896-1970), Norbert von Hannenheim (1898- 1945), Rudolf Kolisch (1896-1978), Paul A. Pisk (1893-1990), Karl Rankl (1898-1968), Josef  Rufer (1893-1985), Nikos Skalkottas (1904-1949), Viktor Ullmann (1898-1944), e Winfried  Zillig (1905-1963).

## Membros
Os principais membros da Segunda Escola de Viena:
- Arnold Schoenberg
- Alban Berg
- Anton Webern

Seus principais membros, além de Schoenberg, foram Alban Berg e Anton Webern, que estavam entre os primeiros alunos de composição. Ambos já haviam produzido música abundante e talentosa numa linguagem romântica antiga, mas sentiram que ganharam nova direção e disciplina depois dos ensinamentos de Schoenberg. Outros alunos desta geração incluem Ernst Krenek, Heinrich Jalowetz, Erwin Stein e Egon Wellesz, e um pouco depois, Eduard Steuermann, Hanns Eisler, Roberto Gerhard, Norbert von Hannenheim, Rudolf Kolisch, Paul A. Pisk, Karl Rankl, Josef Rufer, Nikos Skalkottas, Viktor Ullmann, e Winfried Zillig.